# Challenger Salinas II 2021
Il Challenger Salinas II 2021 è stato un torneo di tennis che faceva parte dell'ATP Challenger Tour del 2021. È stata la 21ª edizione del torneo e si è giocata dal 26 aprile al 2 maggio 2021 sui campi in cemento del Salinas Golf & Tenis Club di Salinas, in Ecuador. Aveva un montepremi di $36.680 e rientrava nella categoria Challenger 50. La settimana precedente si era tenuta sugli stessi campi la 20ª edizione del torneo, che era però di categoria Challenger 80.

## Partecipanti singolare

### Teste di serie
| Nazionalità     | Giocatore                | Ranking* | Testa di serie |
| --------------- | ------------------------ | -------- | -------------- |
| Ecuador         | Emilio Gómez             | 184      | 1              |
| Brasile         | João Menezes             | 201      | 2              |
| Rep. Dominicana | Roberto Cid Subervi      | 230      | 3              |
| Turchia         | Altuğ Çelikbilek         | 250      | 4              |
| Giappone        | Hiroki Moriya            | 265      | 5              |
| Ecuador         | Roberto Quiroz           | 274      | 6              |
| Spagna          | Adrián Menéndez Maceiras | 295      | 7              |
| Spagna          | Roberto Ortega Olmedo    | 299      | 8              |

- Ranking al 19 aprile 2021.

### Altri partecipanti
I seguenti giocatori hanno ricevuto una wild card:
- Diego Hidalgo
- Antonio Cayetano March
- Roberto Quiroz

I seguenti giocatori sono entrati nel tabellone principale come special exempts:
- Nicolás Jarry
- Nicolás Mejía

I seguenti giocatori sono passati dalle qualificazioni:
- Hernán Casanova
- Facundo Díaz Acosta
- Gonzalo Villanueva
- Tak Khunn Wang

## Punti e montepremi
| Torneo    | Torneo              | V     | F     | SF    | QF    | 2T  | 1T  | Q | Q2  | Q1  |
| Singolare | Punti               | 50    | 30    | 15    | 7     | 4   | 0   | 2 | 1   | 0   |
| Singolare | Premi in denaro ($) | 5 150 | 3 050 | 1 800 | 1 050 | 620 | 375 | – | 190 | 115 |
| Doppio    | Punti               | 50    | 30    | 15    | 7     | –   | 0   | – | –   | –   |
| Doppio    | Premi in denaro ($) | 2 000 | 1 160 | 700   | 410   | –   | 230 | – | –   | –   |

## Vincitori

### Singolare
In finale  Emilio Gómez ha sconfitto  Nicolás Jarry con il punteggio di 4-6, 7-6(6), 6-4.

### Doppio
In finale  Nicolás Barrientos /  Sergio Galdós hanno sconfitto  Antonio Cayetano March /  Thiago Agustín Tirante per ritiro.